# Bùi Duy Hùng
Bùi Duy Hùng là một sĩ quan cấp cao trong Quân đội nhân dân Việt Nam, hàm Thiếu tướng, hiện là Ủy viên chuyên trách Ủy Ban Kiểm Tra Quân Ủy TW.

## Thân thế và sự nghiệp
Sinh năm 1960 Quê tại huyện Đại Từ, tỉnh Thái Nguyên,
Trước đó, từng giữ các chức vụ: Chính ủy sư đoàn 365 - Quân Chủng PKKQ, Chính ủy Cục Kỹ Thuật- Quân chủng PKKQ
Năm 2016, bổ nhiệm giữ chức Ủy viên chuyên trách Ủy Ban Kiểm Tra Quân Ủy TW
Năm 2022, ông làm ủy viên Hội CCB Việt Nam, Phó chủ tịch thường trực Hội cựu chiến binh Thành phố Hà Nội